# Aime Kraus
Aime Kraus, coniugata Tobi (Tallinn, 13 maggio 1932), è un'ex cestista sovietica.

## Carriera
Con l'Unione Sovietica ha disputato i Campionati europei del 1958.